# 黄腹丽唐纳雀
黄腹丽唐纳雀（Piranga ludoviciana）是一种中型的美洲鳴禽。黄腹丽唐纳雀曾經被歸類為裸鼻雀科，目前被歸類為主紅雀科。該物種為单型，目前沒發現任何亞種。
1811年，美国鸟类学家亚历山大·威尔逊根據刘易斯与克拉克远征采集到的樣本正式对黄腹丽唐纳雀進行命名。